# 블룸버그 뉴스

블룸버그 뉴스(Bloomberg News, 최초 명칭: 블룸버그 비즈니스 뉴스, Bloomberg Business News)는 뉴욕시에 본사를 둔 국제 통신사로 블룸버그 L.P.의 한 부서이다. 블룸버그 뉴스에서 제작한 콘텐츠는 블룸버그 터미널, 블룸버그 텔레비전, 블룸버그 라디오, 블룸버그 비즈니스위크, 블룸버그 마켓, Bloomberg.com, 블룸버그의 모바일 플랫폼을 통해 배포된다. 2015년부터 존 미클스웨이트(John Micklethwait)가 편집장을 맡고 있다.

## 역사
블룸버그 뉴스는 마이클 블룸버그와 매튜 윙클러(Matthew Winkler)가 블룸버그 터미널 가입자에게 금융 뉴스 보도를 제공하기 위해 1990년에 설립했다.
1990년 6명으로 구성된 팀으로 설립되었다. 윙클러는 최초의 편집장이었다. 2010년에 블룸버그 뉴스에는 전 세계 72개국, 146개 뉴스 국에서 2,300명 이상의 편집자와 기자가 참여했다.